# Chinasat 22A
O Chinasat 22A, também conhecido por Fenghuo 1B (FH-1B) e Zhongxing 22A (ZX-22A), é um satélite de comunicação geoestacionário chinês construído pela China Academy of Space Technology (CAST). Ele está localizado na posição orbital de 101.5 graus de longitude leste e é operado pelo Exército de Libertação Popular. O satélite foi baseado na plataforma DFH-3 bus e sua expectativa de vida útil é de 8 anos.

## Lançamento
O satélite foi lançado com sucesso ao espaço no dia 12 de setembro de 2006, por meio de um veiculo Longa Marcha 3A a partir do Centro Espacial de Xichang, na China. Ele tinha uma massa de lançamento de 2 300 kg.

## Capacidade e cobertura
O Chinasat 22A é equipado com transponders nas bandas C e UHF para fornecer comunicação militar para a China.